# Перехідний об'єкт

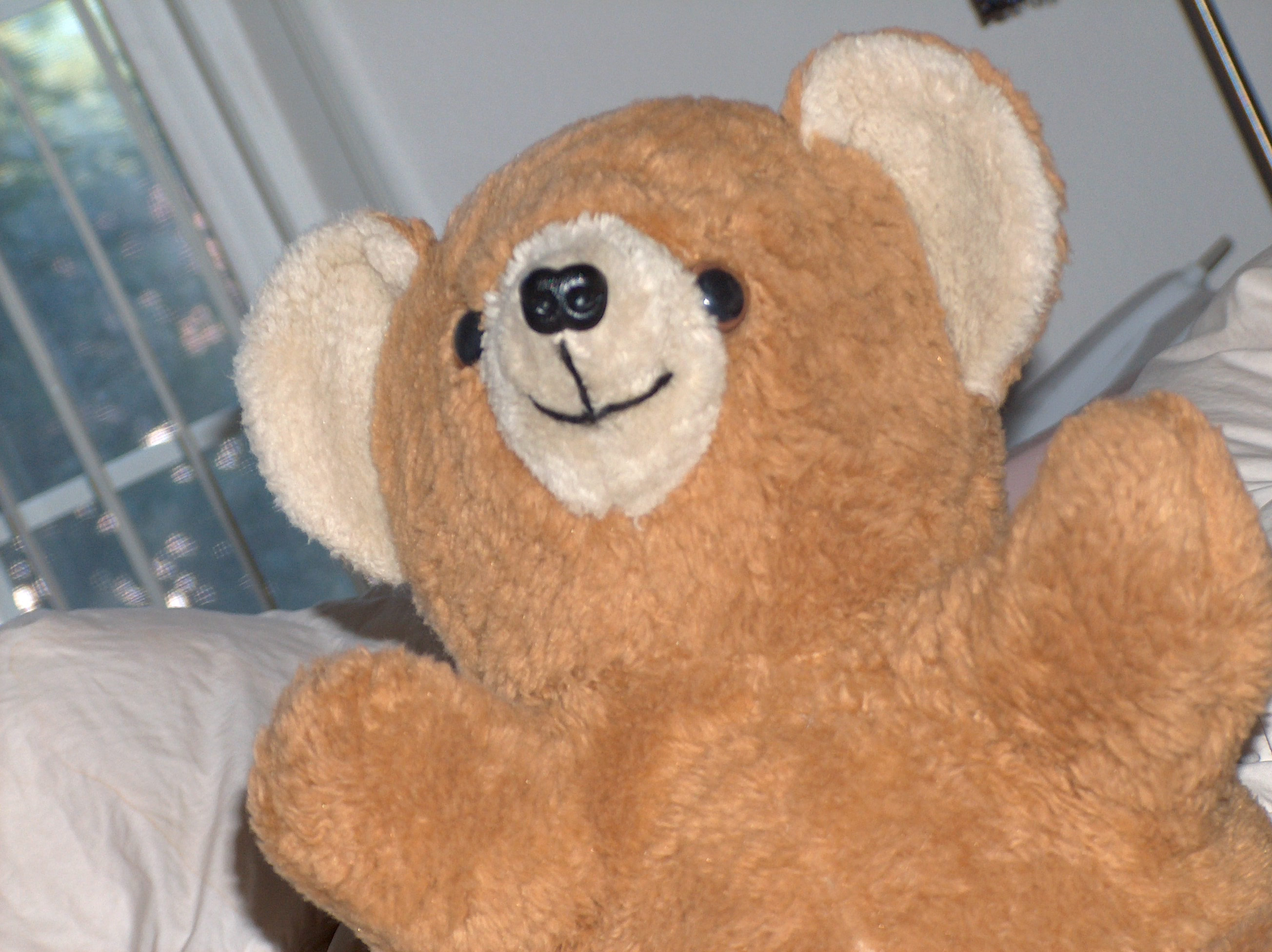
Перехідний об'єкт - плюшевий ведмедик.

У дитячому віці перехідний об'єкт - це об'єкт, обраний самим немовлям, який може зайняти (проміжний) простір між немовлям і матір'ю. Зазвичай це матеріальний об'єкт (м'яка іграшка, ковдра тощо), який, на думку автора теорії Дональда Віннікотта, дозволяє дитині здійснити перехід від перших ранньодитячих стосунків з матір'ю до більш зрілих стосунків. Найчастіше це явище відбувається у віці 4-12 місяців.
На думку Даніель Штерн, перехідним об'єктом може бути і конкретне слово, оскільки воно насправді не належить ні собі, ні значущому іншому, а займає проміжну позицію між ними. Зокрема, цю функцію можуть виконувати звуки і шуми, що їх видає сама дитина.

## Достатньо хороша мати та ілюзія
На думку деяких психоаналітиків, у перші місяці свого існування дитина не усвідомлює меж свого тіла і тіла інших людей (переважно матері), живе у своєрідній нерозрізненності, піддаючись специфічним тривогам (частково пов'язаним з її фізіологічними потребами).
За словами Віннікотта, він перебуває в "ілюзії": коли все йде добре, його плач (наприклад, викликаний голодом) призводить до відповіді на його потреби у вигляді грудей (або пляшечки), які він фантазує як частину себе і які, здається, з'являються чарівним чином. Коли все йде добре, мати перебуває у стані "первинної материнської турботи", що дозволяє дитині мати цю "ілюзію всемогутності".
Дійсно, мати показує себе надчутливою до бажання дитини, даючи їй груди саме тоді, коли вона [дитина] збирається задовольнити свої потреби. Важливо, щоб мати дозволяла дитині залишатися в цій ілюзії на початку, оскільки дитина не зможе витримати ранніх і повторюваних дефіцитів. Пізніше мати, яка є достатньо доброю, буде тією, хто поступово вводитиме розчарування.

## Холдінг, поводження з об'єктом та його представлення
Згідно з Віннікоттом, мати (або її сурогатна мати) втручається в життя дитини трьома різними способами:
- холдінг: цим терміном позначають усі засоби, які надають підтримку особистості, що формується. Дитина і мати передусім пов'язані психічно, оскільки дитина повністю покладається на її присутність. Підтримка, яку надає мати, включає в себе всю рутину щоденного догляду, адаптовану до дитини, захищаючи її від тривожних переживань. Вона є основою для інтеграції его в єдине ціле;
- поводження: це спосіб, у який з ним поводяться, маніпулюють ним і піклуються про нього. Це викликає те, що Віннікотт називав "психосоматичним взаємозв'язком", тобто дозволяє інсталяцію психіки в сому, заселення тіла (проживання), а також розвиток психічного функціонування;
- представлення: це факт пропонування об'єкта потреби, одночасно з тим, що дитина виражає себе так, ніби вона його створила (пляшечка, підгузник..). У Віннікотта "знайти-створити" є важливим, тому що немає материнської всемогутності, а є лише складне пристосування до спільного "знайти-створити".

## Дистальні та проксимальні зв'язки
Такі автори, як Елен Сторк, показали важливість догляду за тілом для здорового розвитку дитини. Вона також порівняла догляд за західною дитиною, де мати і дитина перебувають у "дистальних" стосунках, з доглядом в інших культурах, який частіше є "проксимальним".

Таким чином, багато досліджених авторів наполягають на тому, що догляд за північноафриканським немовлям повинен бути дуже близьким між дитиною та її матір'ю. Зердумі (1982), зокрема, згадує :
"Мати дуже рідко залишає свою дитину. Принаймні, у робітничих колах, вона носить його з собою, загорнувши у шматок свого хайку або у великий махровий рушник (фута), коли подорожує, чи то на роботу, чи то за покупками, чи то по господарству. (...) Вночі він спить поруч з нею. (...). Він згортається калачиком біля її грудей (...).
Ці методи догляду, схоже, дозволяють забезпечити ранню соціалізацію дитини, яку довірили іншим родичам (бабусям, дідусям, братам, сестрам, дядькам і тіткам) на дуже ранній стадії.

## Розчарування
Поступово дитина починає сприймати реальність, тобто сприймати материнський об'єкт і свою болісну залежність від нього. Це називається "розчаруванням". Під час цієї еволюції, цього переходу від суб'єктивного до об'єктивного, втручаються перехідні явища і перехідний об'єкт.
Перехідні явища (з'являються між 4 і 12 місяцями) відносяться до проміжної зони досвіду між смоктанням великого пальця (оральна еротика) і плюшевим ведмедиком, з яким дитина грається і вкладає в нього гроші (справжні об'єктні відносини).
Під перехідним об'єктом мається на увазі матеріальний предмет, обраний немовлям і дитиною раннього віку (і це обов'язкова умова), який використовується, наприклад, під час засинання. Це "нормальне" явище дозволяє дитині здійснити перехід від перших - оральних - стосунків з матір'ю до "справжніх предметних стосунків".

## Перехідний об'єкт

Перехідний об'єкт (1) відіграє певну роль у стосунках між матір'ю (а) і дитиною (б) після періоду ілюзій (1).

Таким чином, перехідний об'єкт є привілейованим об'єктом, який обирає дитина. Це перше володіння не-Я. Він не сприймається ні як частина матері, ні як внутрішній об'єкт. Він дозволяє дитині перейти від суб'єктивного до об'єктивного - згодом він буде деінвестований, а перехідна зона дасть доступ до гри та культурної діяльності для дорослого. Зазвичай м'яка на дотик, вона дозволяє дитині боротися з тривогою (особливо депресивною), зберігаючи мінімальне відчуття контролю. Навіть якщо цей контроль вже не такий абсолютний, як той, що надається його всемогутністю, це все одно контроль через маніпуляцію.
Перехідному об'єкту доведеться пережити інстинктивну любов і ненависть. Пізніше, коли з'явиться і розвинеться мова, перехідному об'єкту можна буде дати ім'я. Під час періоду ілюзій мати представляє свої груди в той момент, коли у дитини виникає ілюзорне відчуття, що вона їх створює. Реального обміну між матір'ю і дитиною не відбувається, оскільки груди є частиною дитини. Під час розчарування перехідний об'єкт виступає своєрідним інтерфейсом між дитиною і матір'ю, дозволяючи пережити розлуку без тривоги. Таким чином, перехідний об'єкт є для дитини засобом набуття об'єктивності, прийняття втрати почуття всемогутності в не надто жорстокий спосіб. Перехідна зона - це місце психічного відпочинку між реальністю (яка стає все більш значущою) і почуттям всемогутності.

## Функції
Перехідний об'єкт виконує важливу функцію: захист від тривоги. Об'єкт приходить, щоб заспокоїти дитину, втішити її, і кожні батьки знають цю роль. Віннікотт уточнює, що це перш за все захист від тривоги депресивного типу, тобто тривоги втрати об'єкта - тобто материнського об'єкта.
Подібно до того, як Мелані Кляйн визначила психічні позиції, які будуть постійно покидатися, потім оновлюватися, переформовуватися, позиції, в яких суб'єкт буде коливатися протягом усього свого життя, так Віннікотт визначає об'єкт, який виявляє перехідність: протягом усього життя суб'єкт буде використовувати перехідні об'єкти. Але ці об'єкти будуть еволюціонувати.

## Застосування у дорослих
Дорослі також можуть використовувати перехідні предмети. Багато дорослих вважають комфорт, який забезпечують перехідні об'єкти, важливим для їхнього психічного та емоційного благополуччя. Крім того, згідно з опитуванням 2011 року, близько 35% дорослих британців досі сплять з плюшевим ведмедиком.
Поняття перехідного об'єкта можна розширити, включивши до нього репрезентації сім'ї, дому та культури. Вони мають важливе значення для людини і надають їй психологічну силу та підтримку, представляючи її емоційну прив'язаність. Ці об'єкти можуть включати фотографії, пам'ятні речі, музичні записи або навіть витвори мистецтва, створені разом з членами сім'ї. Зі збільшенням кількості переїздів з дому та постійним переїздом з місця на місце в пошуках роботи або імміграції, люди дуже часто беруть ці предмети з собою. Люди можуть шукати в цих предметах емоційної підтримки в перехідні періоди, такі як асиміляція в новій місцевості або коли переживають травму чи значну втрату.

## Крос-культурні дослідження
Дослідники помітили, що частота проявів прив'язаності до неживих об'єктів варіюється залежно від культури, в якій виховується дитина. Припускають, що прив'язаність дітей до неживих об'єктів буде менш поширеною в суспільствах, де дитина проводить більшу частину дня в тісному контакті з матір'ю. Зокрема, в західних країнах перехідні об'єкти вважалися поширеним явищем, рівень якого сягав 60%. У дослідженні, проведеному Майклом Хонгом, було виявлено, що близько 50% американських дітей і лише близько 20% корейських дітей розвинули зв'язок з ковдрою або еквівалентним типом первинного перехідного об'єкта. Аналогічне дослідження Ренати Гаддіні виявило, що приблизно 30% міських італійських дітей і лише 5% сільських італійських дітей розвинули прив'язаність до перехідних об'єктів. Інтерпретація численних досліджень дозволяє припустити, що батьківські практики впливають як на частоту виникнення прив'язаності дітей до неживих об'єктів, так і на вибір об'єктів прив'язаності.

## У масовій культурі
- У фільмі "Продюсер"[en] Лео Блум схильний до панічних атак, і щоб заспокоїтися, він всюди носить із собою фрагмент своєї дитячої блакитної ковдри і впадає в істерику, коли хтось забирає її, доки йому не повернуть.
- У фільмі "Пригоди Елмо в Брудляндії" Елмо так сильно любить свою блакитну ковдру, що не хоче нею ділитися, оскільки вона дуже дорога йому, і вирушає в епічну подорож, щоб повернути її, коли її викрадають.
- У книзі "Хранитель" термін "об'єкт комфорту" використовується для позначення всіх опудал тварин. Предмети комфорту описуються як "уявні істоти з кумедними іменами", оскільки в утопічному суспільстві, в якому відбувається дія книги, немає тварин.

## Критика
Майбутня дитина вже в утробі матері, ймовірно, смокче свій великий палець. Тут можна зробити кілька зауважень: якщо немовля справді може свідчити про оральний еротизм, то це не є питанням пошуку втрачених грудей, а періодом аутоеротизму. Таким чином, постулюється теза про вроджений рефлекс. Це, однак, не применшує ідеї Віннікотта про те, що це не обмежується лише смоктанням великого пальця.